# 小行星8235
小行星8235（8235 Fragonard）是一颗绕太阳运转的小行星，为主小行星带小行星。该小行星于1960年9月24日发现。

## 轨道参数
小行星8235的轨道半长轴为2.3898847 UA，离心率为0.119。